# 어니스트: 유령 퇴치 작전
《어니스트: 유령 퇴치 작전》(영어: Ernest Scared Stupid)는 1991년에 개봉한 짐 바니 주연의 영화 어니스트 시리즈의 4편이다.

## 출연
- 짐 바니 - 어니스트
- 어사 키트 - 해크모어
- 오스틴 나글레르 - 케니
- 쉐이 애스타 - 엘리자베스
- 어니 포슬리우스 - 트랜터

## 한국판 성우진(KBS)
- 배한성 - 어니스트(짐 바니)
- 나수란 - 해크모어(어사 키트)
- 온영삼 - 트랜터(어니 포슬리우스)
- 탁원제 - 머독 시장(레리 블랙)
- 한상덕 - 톰(존 카든헤드)
- 성선녀 - 선생님(재키 웰치)
- 유명숙 - 어니스트의 선생님(조이 앤더슨)
- 신흥철 - 바비(빌 바이제)
- 안종익 - 지미(마크 델라바르) / 조이의 아빠(마이크 몽고메리)
- 김정주 - 조이(알렉 클래퍼) / 엘리자베스의 엄마(데니스 힉스)
- 차명화 - 케니(오스틴 나글레르) / 케니의 엄마(에스더 휴스턴)
- 홍승섭 - 케니의 아빠(댄 버틀러)
- 김은아 - 엘리자베스(쉐이 애스타)